# فلز درهم‌تنیده (بازی ویدئویی ۲۰۱۲)
فلز درهم‌تنیده یک بازی ویدئویی در سبک ماشین جنگی از سری بازی‌های فلز درهم‌تنیده می‌باشد که توسط شرکت ایت اسلیپ پلی توسعه یافته و به‌وسیلهٔ سونی کامپیوتر انترتینمنت به‌طور انحصاری برای کنسول پلی‌استیشن ۳ منتشر شده است. بازی به عنوان نسخهٔ بازراه‌اندازی در این سری به‌شمار می‌رود.